# Gslapt
gslapt es una interfaz gráfica escrita en GTK+ para la biblioteca libslapt-get, parte del software slapt-get, y que provee de un fácil manejo de paquetes en Slackware GNU/Linux y sus derivados. Inspirado por el funcionamiento de Synaptic, gslapt pretende imitar la facilidad de uso de Debian y sus descendientes en el proyecto Slackware.

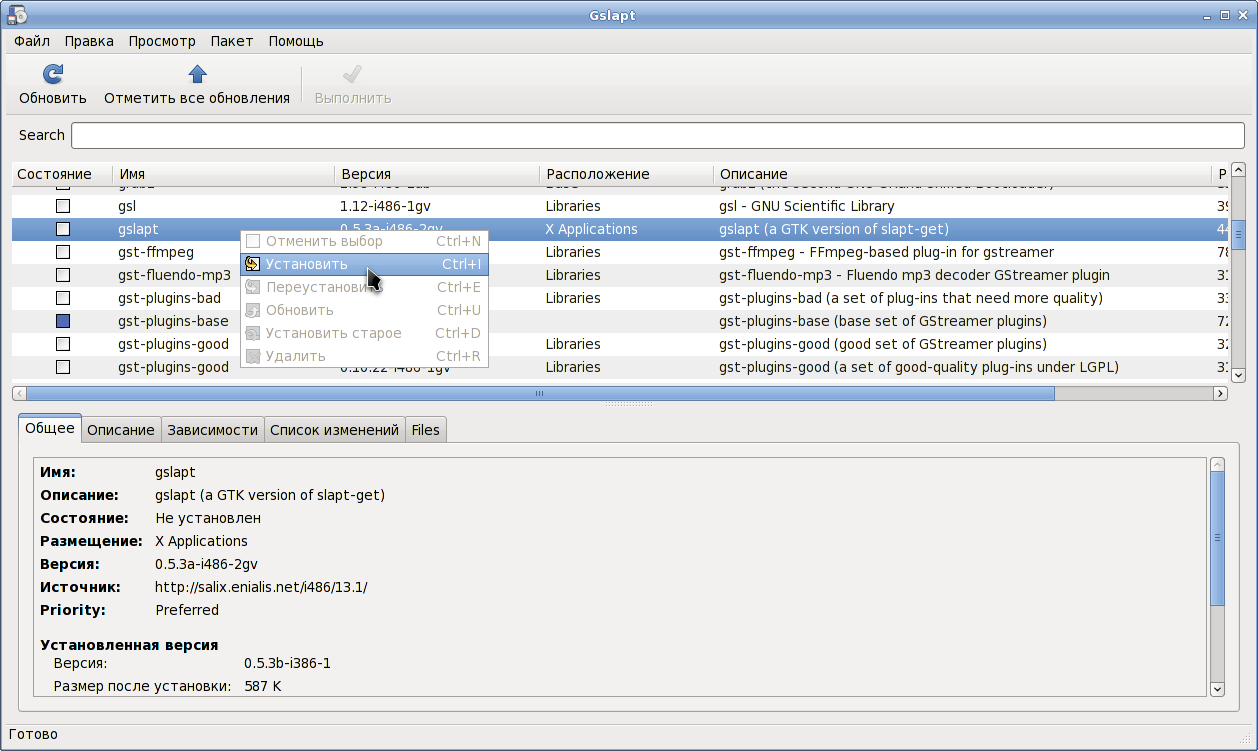